# Ганс Ніколуссі
Ганс Ніколуссі Кавілья (італ. Hans Nicolussi Caviglia, нар. 18 червня 2000, Аоста) — італійський футболіст, півзахисник «Ювентуса».
Виступав за молодіжну збірну Італії.

## Клубна кар'єра
Народився 18 червня 2000 року в місті Аоста. Вихованець футбольної школи «Ювентуса». У дорослому футболі дебютував 2018 року виступами за його молодіжну команду на рівні третього італійського дивізіону. Невдовзі дебютував і на рівні Серії A за головну команду туринського клубу, провівши по ходу переможного для неї сезону 2018/19 три гри в елітному дивізіоні.
Згодом для отримання ігрової практики віддавався до друголігових «Перуджі» та «Зюйдтіроля», а також до представників Серії A «Парми» та «Салернітани».
На сезон 2023/24 був заявлений у складі «Ювентуса».

## Виступи за збірні
2016 року дебютував у складі юнацької збірної Італії (U-17), загалом на юнацькому рівні взяв участь у 26 іграх, відзначившись 5 забитими голами.
Восени 2020 року провів свою єдинку гру у складі молодіжної збірної Італії.

## Статистика виступів

### Статистика клубних виступів
Станом на 4 червня 2023
| Сезон                   | Команда                 | Чемпіонат               | Чемпіонат | Чемпіонат | Національний кубок | Національний кубок | Національний кубок | Континентальні кубки | Континентальні кубки | Континентальні кубки | Інші змагання | Інші змагання | Інші змагання | Усього | Усього |
| Сезон                   | Команда                 | Ліга                    | Ігор      | Голів     | Ліга               | Ігор               | Голів              | Ліга                 | Ігор                 | Голів                | Ліга          | Ігор          | Голів         | Ігор   | Голів  |
| ----------------------- | ----------------------- | ----------------------- | --------- | --------- | ------------------ | ------------------ | ------------------ | -------------------- | -------------------- | -------------------- | ------------- | ------------- | ------------- | ------ | ------ |
| 2018–19                 | «Ювентус U23»           | C                       | 8         | 0         | КІ-C               | 0                  | 0                  | -                    | -                    | -                    | -             | -             | -             | 8      | 0      |
| 2018–19                 | «Ювентус»               | A                       | 3         | 0         | КІ                 | -                  | -                  | ЛЧ                   | 0                    | 0                    | СІ            | -             | -             | 3      | 0      |
| 2019–20                 | «Перуджа»               | B                       | 27+2      | 1         | КІ                 | 1                  | 1                  | -                    | -                    | -                    | -             | -             | -             | 30     | 2      |
| 2020–21                 | «Парма»                 | A                       | 0         | 0         | КІ                 | 2                  | 0                  | -                    | -                    | -                    | -             | -             | -             | 2      | 0      |
| 2021–22                 | «Ювентус U23»           | C                       | 2+4       | 0         | КІ-C               | 1                  | 1                  | -                    | -                    | -                    | -             | -             | -             | 7      | 1      |
| Усього за «Ювентус U23» | Усього за «Ювентус U23» | Усього за «Ювентус U23» | 10+4      | 0         |                    | 1                  | 1                  |                      | -                    | -                    |               | -             | -             | 15     | 1      |
| 2022-січ. 2023          | «Зюйдтіроль»            | B                       | 17        | 2         | КІ                 | 1                  | 0                  | -                    | -                    | -                    | -             | -             | -             | 18     | 2      |
| січ.-черв. 2023         | «Салернітана»           | A                       | 12        | 1         | КІ                 | -                  | -                  | -                    | -                    | -                    | -             | -             | -             | 12     | 1      |
| Усього за кар'єру       | Усього за кар'єру       | Усього за кар'єру       | 69+6      | 4         |                    | 5                  | 2                  |                      | 0                    | 0                    |               | -             | -             | 80     | 5      |